# Pressje
„Pressje” – kwartalnik konserwatywny o tematyce społeczno-kulturalno-politycznej, wydawany w Krakowie od 2002 roku przez Klub Jagielloński.

## Historia
Pismo powstało w środowisku akademickim Klubu Jagiellońskiego, który był wówczas nieformalnym forum dyskusyjnym. Wśród założycieli byli Arkady Rzegocki i Jadwiga Emilewicz.
Redaktorami naczelnymi „Pressji” byli kolejno Arkady Rzegocki (2002–2011), Paweł Rojek (2011–2014), Jan Maciejewski (2014–2015) i po okresie redakcji kolegialnej Piotr Kaszczyszyn (2018–2021). Od 2021 funkcję tę pełni Konstanty Pilawa.
Od teki 60 (2020) dodany został podtytuł "Pismo Nowej Chadecji".

## Charakterystyka pisma
„Pressje” określają się jako krakowski, konserwatywny, nowoczesny kwartalnik społeczno-kulturalno-polityczny wydawany przez Klub Jagielloński. Publikowane są w nim teksty publicystyczne i popularnonaukowe z zakresu filozofii, historii, prawa, etyki, religii, spraw publicznych, zagadnień cywilizacyjnych oraz problematyki międzynarodowej. Od teki nr 53 czasopismo wydawane jest tylko w formie cyfrowej.
Pismo ma profil konserwatywny, jego redaktorzy określają się – ironicznie nawiązując do określenia Cezarego Michalskiego – jako sushi-konserwatyści. Kwartalnik promuje republikanizm, ideę jagiellońską, tradycje intelektualne I i II RP oraz dziedzictwo Solidarności. Do października 2024 ukazało się 64 numerów „Pressji”:
- Teka 1: Dlaczego w Polsce nie ma uniwersytetu?
- Teka 2: Europa Środkowa. Mit czy rzeczywistość?
- Teka 3: Czy warto być Polakiem?
- Teka 4: Estetyka polska
- Teka 5: Pokolenie Jana Pawła II o III Rzeczypospolitej
- Teka 6: Polskie Eurowizje
- Teka 7-8: Nowa rewolucja seksualna
- Teka 9: Tępy język
- Teka 10-11: Rzecz niezwykła i Rzecz pospolita
- Teka 12: Bohater czasów post heroicznych
- Teka 13: Polak Niemiec, dwa bratanki
- Teka 14: Ogniem czy mieczem? Stosunki państwo - Kościół
- Teka 15: Wschód - strategia czy obsesja
- Teka 16: sPRAWIEdliwość
- Teka 17: Stawka większa niż życie
- Teka 18: Rzeczpospolita – niedokończony projekt
- Teka 19: Contra naturam?
- Teka 20: Witajcie w nowym średniowieczu
- Teka 21: Postmodernistyczna Solidarność
- Teka 22-23: Polska Ejdetyczna
- Teka 24: Zabiliśmy Proroka
- Teka 25: I <3 Lewica
- Teka 26-27: Posteuropa
- Teka 28: Powrót Mesjanizmu
- Teka 29: Ekonomia Trynitarna
- Teka 30-31: Tu mówi Londyn!
- Teka 32-33: Boże Ciało
- Teka 34: Forma Polska
- Teka 35: Projekt Polska
- Teka 36: Intronizacja: Ludowy Postsekularyzm
- Teka 37: Koniec Imperium?
- Teka 38: Prześniony Nacjonalizm
- Teka 39: Dramat Tischnera
- Teka 40-41: Chcemy Więcej!
- Teka 42: Polska z wielkiej płyty
- Teka 43: Przekleństwo Uległości
- Teka 44: Polska Przesądzona
- Teka 45: Inny uniwersytet jest możliwy
- Teka 46: W poszukiwaniu straconej rzeczywistości
- Teka 47-48: Suma wszystkich strachów
- Teka 49: W pułapce postępu
- Teka 50: Pięćdziesiątka
- Teka 51-52: Awaria systemu
- Teka 53: Żyd - Polak
- Teka 54: Ekologia integralna
- Teka 55: Wielo - Polska
- Teka 56: Oświecony Sarmatyzm
- Teka 57: Nowa chadecja
- Teka 58: Pobożny antyklerykalizm
- Teka 59: Katolicki gender
- Teka 60: Integralny pro-life
- Teka 61: Nadzieja chrześcijańska
- Teka 62: Nieimperialne mocarstwo
- Teka 63: Cierpienia młodego zoomera
- Teka 64: Chadecki populizm

## Redakcja
„Pressje” tworzą głównie młodsi pracownicy naukowi, doktoranci i starsi studenci krakowskich uczelni. Wielu z nich związanych jest z Klubem Jagiellońskim. Siedziba redakcji mieści się w Pałacu Spiskim na Rynku w Krakowie.
Redakcję tworzą: Bartosz Brzyski, Piotr Kaszczyszyn, Michał Kuź, Krzysztof Mazur, Bartosz Paszcza, Piotr Popiołek, Michał Rzeczycki, Błażej Skrzypulec, Mateusz Tondera, Patryk Wojsław, Kamil Wons.

## Stali współpracownicy
Michał Chylak, Arkadiusz Fordoński, Marcin Kędzierski, Michalina Kozik, Grzegorz Lewicki, Paweł Musiałek, Krzysztof Nędzyński, Klaudiusz Piątek, Kamil Reichel, Piotr Trudnowski, Jan Węgrzyn.
Autorem projektu graficznego „Pressji” jest Dominika Bobulska.

## Osoby w przeszłości związane z „Pressjami”
Autorzy projektów graficznych: Błażej Soniewicki – autor pierwszego projektu oprawy graficznej „Pressji” (layout od 1 do 13 teki), Bartłomiej Klepiński – autor drugiego projektu oprawy graficznej „Pressji” (layout od 14 teki), Mateusz Grabowski. 
Współredaktorzy: Jan Filip Staniłko, Michał Szułdrzyński, Krzysztof Szczerski, Piotr Dardziński, Artur Bazak, Tomasz Merta, Mikołaj Budzanowski, Jakub Lubelski, Mateusz Matyszkowicz, Małgorzata Stefanowicz, Sebastian Gałecki, Jędrzej Grodniewicz, Marek Kaplita, Karol Kleczka, Adam Leszkiewicz, Jan Maciejewski, Jakub Moroz, Marek Przychodzeń, Paweł Rojek, Marcin Suskiewicz, Karol Wilczyński, Maciej Brachowicz, Jadwiga Emilewicz, Tomasz Kwaśnicki, Michał Łuczewski, Piotr Pałka, Wojciech Przybylski, Arkady Rzegocki, Marta Soniewicka, Krzysztof Wołodźko, Michał Zabdyr-Jamróz.